# Syzygium keysseri
Syzygium keysseri är en myrtenväxtart som först beskrevs av Rudolf Schlechter och Friedrich Ludwig Diels, och fick sitt nu gällande namn av Elmer Drew Merrill och Lily May Perry. Syzygium keysseri ingår i släktet Syzygium och familjen myrtenväxter. Inga underarter finns listade i Catalogue of Life.